# Övraryds naturreservat
Övraryds naturreservat är ett naturreservat i Osby kommun och Östra Göinge kommun i Skåne län.
Området är naturskyddat sedan 2024 och är 34 hektar stort. Reservatet ligger väster om Lönsboda och består av två områden, en med ekbacke och betesmark och en med gammal barrskog.